# Atherigona reddyi
Atherigona reddyi este o specie de muște din genul Atherigona, familia Muscidae, descrisă de Adrian C. Pont în anul 1981.
Este endemică în Nepal. Conform Catalogue of Life specia Atherigona reddyi nu are subspecii cunoscute.